# Henrico County
Henrico County ist ein County im Bundesstaat Virginia der Vereinigten Staaten. Bei der Volkszählung im Jahr 2020 hatte das County 334.389 Einwohner und eine Bevölkerungsdichte von 542 Einwohnern pro Quadratkilometer.

## Geschichte
1611 gründete der englische Kolonialist Thomas Dale die Citie of Henricus auf einer Insel im James. Diese Insel ist heute als Farrar's Island bekannt. Namenspatron für Henricus war Henry Frederick, Prince of Wales. Während des Jamestown-Massakers 1622 wurde Henricus zerstört.
1634 wurde das Henrico Shire auf Anordnung des englischen Königs Karl I. gegründet. Zwischen 1637 und 1642 fand die Umbenennung der Termini shire in county statt.
Seit der Stadtgründung Richmonds 1842 wurden fünfmal Teile Henricos in das Stadtgebiet Richmonds einverleibt. Chesterfield County übernahm das Gebiet Henricus 1922.
Richmond wollte Henrico 1961 komplett einverleiben, aber 61 Prozent der Bewohner Henricos stimmten dagegen. 1965 gab es einen Rechtsstreit mit Richmond, das 145 Quadratmeilen Henricos einverleiben wollte. Dies wurde vom Gericht abgelehnt.
Während des Amerikanischen Bürgerkrieges (1861–1865) war das Henrico Country Schauplatz zahlreicher Schlachten im Zusammenhang mit dem Halbinsel-Feldzug:
- Schlacht von Seven Pines,
- Schlacht von Savage’s Station,
- Schlacht am Oak Grove,
- Schlacht von Garnett’s & Golding’s Farm,
- Schlacht von White Oak Swamp,
- Schlacht bei Glendale
- Schlacht am Malvern Hill.

Der konföderierte General J.E.B. Stuart wurde im Henrico County während der Schlacht an der Yellow Tavern tödlich verwundet.

## Geographie
Henrico County befindet sich in der Region Richmond-Petersburg im Osten Virginias. Bezirkshauptstadt (County Seat) ist die Stadt Richmond, welche jedoch nicht dem County angehört. Das County hat eine Fläche von 634 Quadratkilometern, wovon 17 Quadratkilometer Wasserfläche sind.

## Demografische Daten

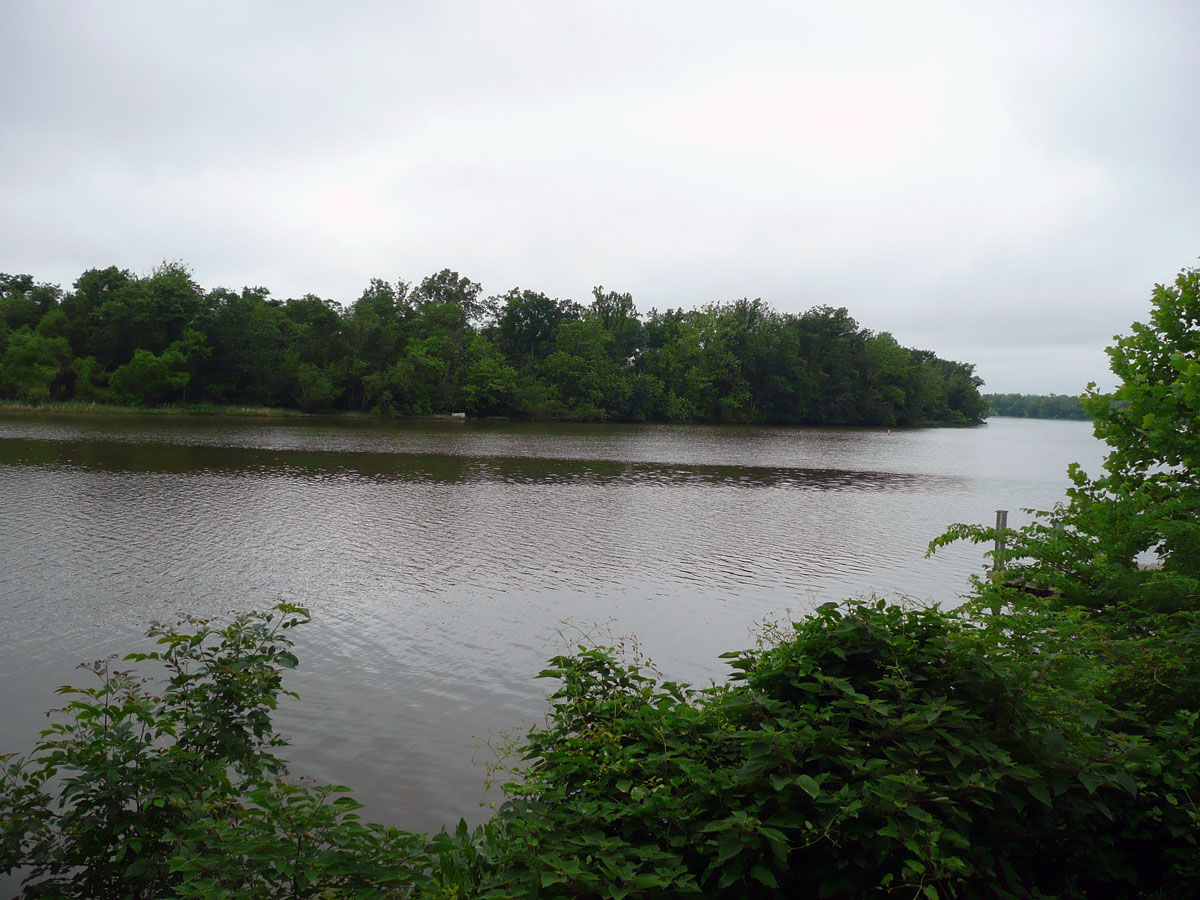
Blick über den James River, vom Deep Bottom Park aus gesehen

Alterspyramide des Henrico County

Nach der Volkszählung im Jahr 2000 lebten im Henrico County 262.300 Menschen. Davon wohnten 3.812 Personen in Sammelunterkünften, die anderen Einwohner lebten in 108.121 Haushalten und 69.846 Familien. Die Bevölkerungsdichte betrug 425 Einwohner pro Quadratkilometer. Ethnisch betrachtet setzte sich die Bevölkerung zusammen aus 68,91 Prozent Weißen, 24,71 Prozent Afroamerikanern, 0,35 Prozent amerikanischen Ureinwohnern, 3,60 Prozent Asiaten, 0,03 Prozent Bewohnern aus dem pazifischen Inselraum und 0,98 Prozent aus anderen ethnischen Gruppen; 1,42 Prozent stammten von zwei oder mehr ethnischen Gruppen ab. 2,27 Prozent der Bevölkerung waren spanischer oder lateinamerikanischer Abstammung.
Von den 108.121 Haushalten hatten 31,9 Prozent Kinder und Jugendliche unter 18 Jahre, die bei ihnen lebten. 48,3 Prozent waren verheiratete, zusammenlebende Paare, 13,1 Prozent waren allein erziehende Mütter, 35,4 Prozent waren keine Familien, 28,9 Prozent waren Singlehaushalte und in 8,5 Prozent lebten Menschen im Alter von 65 Jahren oder darüber. Die Durchschnittshaushaltsgröße betrug 2,39 und die durchschnittliche Familiengröße lag bei 2,97 Personen.
Auf das gesamte County bezogen setzte sich die Bevölkerung zusammen aus 24,7 Prozent Einwohnern unter 18 Jahren, 7,8 Prozent zwischen 18 und 24 Jahren, 32,9 Prozent zwischen 25 und 44 Jahren, 22,2 Prozent zwischen 45 und 64 Jahren und 12,4 Prozent waren 65 Jahre alt oder darüber. Das Durchschnittsalter betrug 36 Jahre. Auf 100 weibliche Personen kamen 88,2 männliche Personen. Auf 100 Frauen im Alter von 18 Jahren oder darüber kamen statistisch 83,6 Männer.

Das jährliche Durchschnittseinkommen eines Haushalts betrug 49.185 USD, das Durchschnittseinkommen der Familien betrug 59.298 USD. Männer hatten ein Durchschnittseinkommen von 40.203 USD, Frauen 29.795 USD. Das Prokopfeinkommen betrug 26.410 USD. 4,5 Prozent der Familien und 6,2 Prozent der Bevölkerung lebten unterhalb der Armutsgrenze. Darunter waren 8,1 Prozent der Kinder und Jugendlichen unter 18 Jahren und 4,5 Prozent der Einwohner im Alter ab 65 Jahren.

## Städte und Gemeinden
Im Henrico County gibt es keine selbstverwalteten Gemeinden wie etwa Towns. Nach dem Statute Law von Virginia sind Neugründungen nicht möglich, da das County eine Bevölkerungsdichte von über 200 Einwohnern pro Quadratmeile hat. Das United States Census Bureau führt zu Statistikzwecken 13 Ortschaften als Census-designated place.
| - Chamberlayne - Dumbarton - East Highland Park - Glen Allen - Highland Springs | - Innsbrook - Lakeside - Laurel - Montrose | - Sandston - Short Pump - Tuckahoe - Wyndham |

## Partnerschaften
- Saarpfalz-Kreis, Saarland, Deutschland